# Halina Buyno-Łoza
Halina Buyno-Łoza (ur. 12 grudnia 1907 w Łodzi, zm. 13 września 1991 we Wrocławiu) – polska aktorka i tancerka. Rozpoznawalność przyniosły jej wyraziste role epizodyczne, w tym postać Anieli Kargul, żony Władysława (Władysław Hańcza) w kultowej trylogii Sylwestra Chęcińskiego – Sami swoi (1967), Nie ma mocnych (1974) i Kochaj albo rzuć (1977) oraz serialu Droga (1973).

## Życiorys

### Wczesne lata
Urodziła się w Łodzi. Od zawsze marzyła o scenie. Początkowo związała się z tańcem. Ukończyła Szkołę Rytmiki i Plastyki Janiny Mieczyńskiej w Warszawie, a następnie była solistką jej zespołu. Specjalizowała się w grotesce tanecznej. W wieku 27 lat porzuciła taniec dla aktorstwa. W 1937 ukończyła studia na wydziale sztuki aktorskiej w Państwowym Instytucie Sztuki Teatralnej w Warszawie.

### Kariera
Karierę sceniczną zaczynała w Teatrze Miejskim w Wilnie (1937–1939) i Teatrze Miejskim w Lublinie (1945–1952). Tuż po II wojnie światowej została zwerbowana przez służby bezpieczeństwa publicznego, musiała donosić na kolegów z teatru, informować o wszelkich przejawach, wywrotowych, „antypaństwowych” nastrojów. W okresie od 1952 do 1953, przez 9 miesięcy, była więziona – została wypuszczona na wolność po śmierci Stalina.
W latach 1953–1955 występowała w Teatrze Dolnośląskim w Jeleniej Górze w spektaklach w reż. Kazimierza Czyńskiego: Szczęście Frania Włodzimierza Perzyńskiego (1954) w roli Lipowskiej, Kruk krukowi oka nie wykole Aleksandra Ostrowskiego (1955) jako Justyna Naumowna i Gwałtu, co się dzieje! Aleksandra Fredry (1955) w roli Barbary. W latach 1955–1971 była związana z Teatrem Polskim we Wrocławiu.
Zadebiutowała na ekranie w roli prostytutki w komedii Tadeusza Chmielewskiego Ewa chce spać (1957) u boku Barbary Kwiatkowskiej. Następnie pojawiła się w produkcji Zagubione uczucia (1957) i Ósmym dniu tygodnia (1958). Grała swojskie i ciekawskie, ale przyjazne kobiety „z sąsiedztwa”, w tym starszą panią w ekranizacji powieści Zofii Nałkowskiej Granica (1977) w reż. Jana Rybkowskiego, portierkę w dramacie psychologicznym Andrzeja Barańskiego Wolne chwile (1979), dozorczynię w dramacie psychologicznym Ryszarda Czekały Przeklęta ziemia (1982) i gospodynię w melodramacie muzycznym Stanisława Lenartowicza Szkoda twoich łez (1983). Była przede wszystkim obsadzana w rolach gospodyń, sprzątaczek, salowych, portierek, sąsiadek i przypadkowych kobiet.

## Życie prywatne

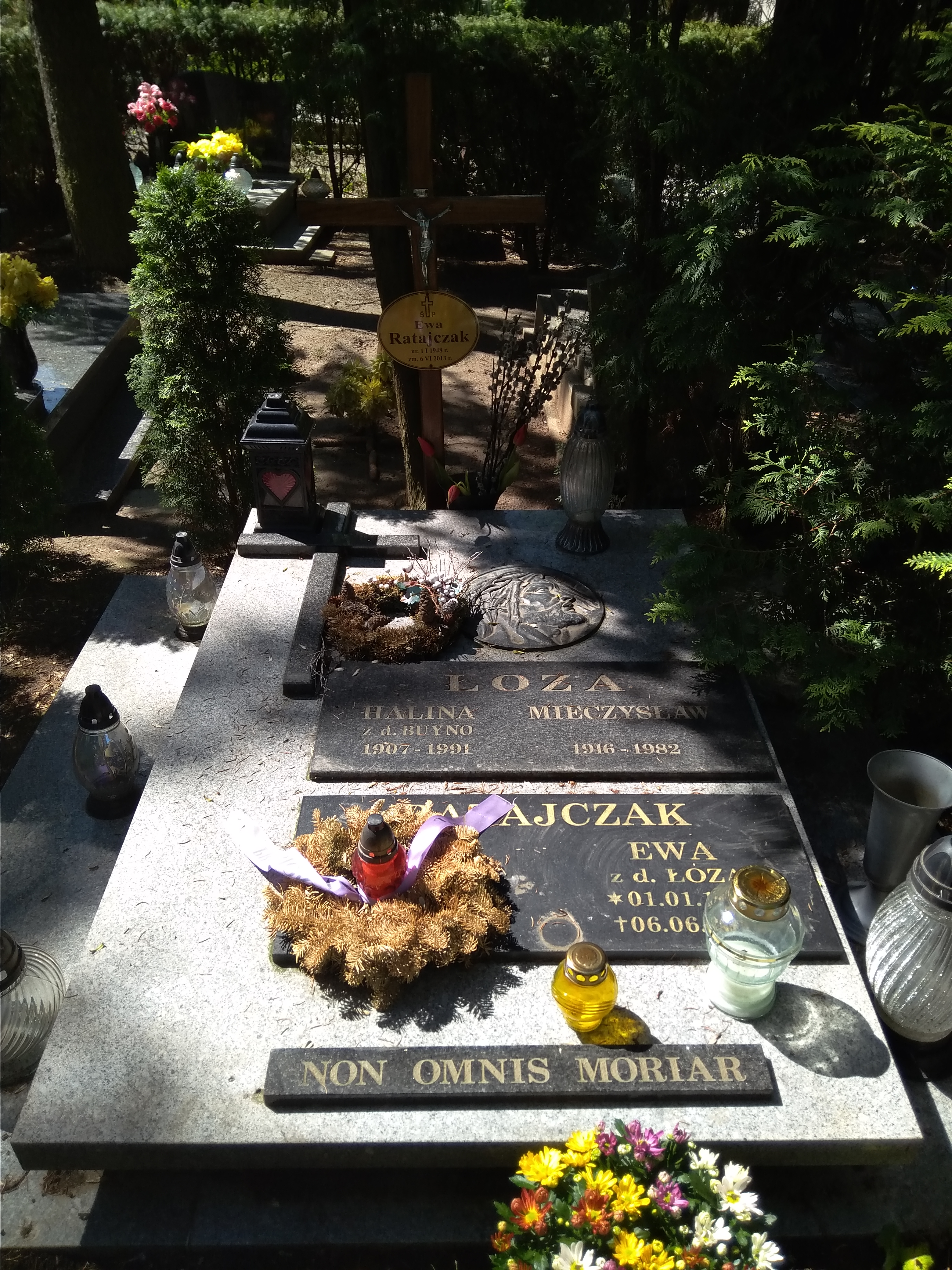
Grób Haliny Buyno-Łozy na Cmentarzu Osobowickim we Wrocławiu (pole 90R, grób 99, rząd 3 od pola H)

Była żoną aktora Mieczysława Łozy. Pochowana została na Cmentarzu Osobowickim we Wrocławiu (kwatera: 90R/99/3)

## Filmografia
- 1957: Ewa chce spać – prostytutka „Piękna Lola”
- 1957: Zagubione uczucia – sprzątaczka w szkole
- 1958: Krzyż Walecznych – luborzanka
- 1958: Ósmy dzień tygodnia – sąsiadka Piotra
- 1958: Pigułki dla Aurelii – kobieta z jajkami w pociągu
- 1959: Lotna – gospodyni
- 1959: Sygnały – kobieta w budce z piwem
- 1959: Wspólny pokój – sąsiadka
- 1959: Zobaczymy się w niedzielę – Gienia, żona Romana
- 1960: Decyzja
- 1960: Szklana Góra – gość u Dobrackiej
- 1961: Zaduszki – Skotnicka
- 1963: Weekendy – portierka w hotelu
- 1964: Giuseppe w Warszawie – kobieta w pociągu
- 1965: Katastrofa – kobieta na pogrzebie „towarzysza”
- 1966: Bumerang – kobieta na miejscu wypadku
- 1967: Długa noc – Szymańska
- 1967: Julia, Anna, Genowefa... – matka Szymgałów
- 1967: Sami swoi – Aniela Kargulowa, żona Władysława
- 1968: Stawka większa niż życie – gosposia Jeanne Mole (odc. 11)
- 1969: Jak rozpętałem drugą wojnę światową – Jóźwiakowa
- 1969: Tylko umarły odpowie – zakonnica
- 1970: Prom – kobieta na promie
- 1970: Raj na ziemi – żona Gederlego
- 1971: Kardiogram – żona pacjenta
- 1971: Motodrama – klientka na poczcie, kupująca znaczek
- 1971: Zaraza – matka zmarłej pielęgniarki
- 1972: Chłopi – mieszkanka Lipiec (odc. 10 i 13)
- 1972: Opętanie – sąsiadka na imprezie
- 1972: Z tamtej strony tęczy – kobieta zeznająca w sądzie
- 1973: Bułeczka – pani w przedziale pociągu
- 1973: Chłopi – mieszkanka Lipiec
- 1973: Droga – (odc. 5)
- 1973: Sekret – była gospodyni Danuty
- 1973: Zasieki – lekarka
- 1974: Koniec wakacji – babcia Jurka
- 1974: Nie ma mocnych – Aniela Kargul, żona Władysława
- 1974: Urodziny Matyldy – sąsiadka Okoniowej
- 1975: Dyrektorzy – matka Gabrysia (odc. 6)
- 1975: Kradzież – gospodyni Banasia
- 1976: A jeśli będzie jesień... – kombatantka
- 1976: Daleko od szosy – „babcia” Kwiatkowska wynajmująca pokój Leszkowi (odc. 5 i 6)
- 1976: Mgła
- 1976: Zanim nadejdzie dzień – przekupka sprzedająca na rynku jajka
- 1976: Znaki szczególne – chłopka (odc. 1 i 2)
- 1976: Zofia – pensjonariuszka domu starców
- 1977: Granica – starsza pani w salonie Kolichowskiej
- 1977: Kochaj albo rzuć – Aniela Kargul, żona Władysława
- 1977: Noce i dnie – Antoniowa, służąca Ostrzeńskich
- 1978: Pejzaż horyzontalny – babunia, gospodyni chłopaków
- 1979: Biała gorączka – matka Romana
- 1979: Strachy – gospodyni Teresy i Linki
- 1979: Śnić we śnie – salowa
- 1979: Wolne chwile – portierka
- 1980: Bo oszalałem dla niej – widz na przedstawieniu
- 1980: Smak wody – gospodyni
- 1981: Białe tango – gospodyni (odc. 2)
- 1982: Karate po polsku – Leżanowa, gospodyni proboszcza
- 1982: Odwet – sprzątaczka w schronisku
- 1982: Popielec – stara Węgrzynka (odc. 4 i 5)
- 1982: Prognoza pogody – Pelagia
- 1982: Przeklęta ziemia – dozorczyni
- 1983: Szkoda twoich łez – gospodyni Teresy i Linki
- 1984: Jak się pozbyć czarnego kota – baba z kozą